# Programa de Estocolmo
El Programa de Estocolmo es un plan estratégico quinquenal para incrementar y consolidar la seguridad (particularmente la seguridad ciudadana) en el interior del territorio de la Unión Europea. Fue presentado conjuntamente por la Presidencia sueca del Consejo y por la Comisión Europea, y adoptado por el Consejo Europeo, en 2009, y su ámbito de aplicación está diseñado entre 2010 y 2015. Se trata de un programa transversal, que involucra y afecta a numerosas políticas y distintas instituciones y departamentos de la Unión, por lo que su efectiva implementación se prevé en el medio plazo, y requerirá de la concurrencia y participación de las tres instituciones decisorias europeas: el Parlamento, el Consejo y la Comisión.
Están previstos su perfeccionamiento y redacción legal definitiva a lo largo del año 2010, y en ello han colaborado tanto la presidencia sueca como las sucesivas presidencias del actual Trío (España-Bélgica-Hungría). Su tramitación está casi terminada, y está prevista su adopción definitiva bajo la forma y denominación de "Estrategia de Seguridad Interior de la Unión Europea", en línea con la vigente y más amplia Estrategia Europea de Seguridad, aplicable también al ámbito exterior. 